# Eye of the Tiger (musikalbum)
Eye of the Tiger är rockbandet Survivors tredje studioalbum släppt år 1982.

## Låtlista
| 1. | Eye of the Tiger            | 4:04 |
| 2. | Feels Like Love             | 4:08 |
| 3. | Hesitation Dance            | 3:52 |
| 4. | The One That Really Matters | 3:32 |
| 5. | I'm Not That Man Anymore    | 4:49 |

| 6. | Children of the Night      | 4:45 |
| 7. | Ever Since the World Began | 3:48 |
| 8. | American Heartbeat         | 4:10 |
| 9. | Silver Girl                | 4:52 |